# Vervangende infinitief
Een vervangende infinitief is een onbepaalde wijs die gebruikt wordt waar we een voltooid deelwoord zouden verwachten. Deze vervangende infinitief wordt gebruikt bij een bepaalde groep hulpwerkwoorden.

## Samenvatting
De normale regel vereist in de voltooide tijd een voltooid deelwoord:
Jan ziet de juffrouw > Jan heeft de juffrouw gezien
In bepaalde meer samengestelde vormen wordt echter geen deelwoord, maar een vervangende infinitief gebruikt:
Jan ziet de juffrouw zingen > Jan heeft de juffrouw zien zingen.
Hieronder wordt uiteengezet aan welke zinsconstructies dan moet worden gedacht. Daarvoor is eerst een bespreking nodig van de hulpwerkwoorden (2). Vervolgens komt de vervangende infinitief zelf aan de orde (3). Ten slotte passeert een aantal bijzondere gevallen de revue (4).

## Hulpwerkwoorden
Een hulpwerkwoord is een werkwoord waarop in de zin nog een ander werkwoord volgt. Dat andere werkwoord, het hoofdwerkwoord, kan twee verschillende vormen hebben, afhankelijk van het hulpwerkwoord dat eraan voorafging. Het hoofdwerkwoord heeft de vorm van een voltooid deelwoord of de vorm van een infinitief.

### Hulpwerkwoorden gevolgd door voltooid deelwoord
Hulpwerkwoorden van tijd worden gevolgd door (zij "regeren") een voltooid deelwoord. Daardoor staat de zin in de voltooide tijd:
Ik ben ten slotte maar naar huis gelopen.
Ik had dat nooit gekund, in uw plaats.
Ook hulpwerkwoorden van de lijdende vorm worden gevolgd door een voltooid deelwoord. Nu gaat het niet om voltooide tijd, maar om vooropplaatsing van het "slachtoffer", de persoon die alles ondergaat:
Hij wordt door bijna alle instanties gezocht.
Hij werd na een intensieve klopjacht opgepakt.

### Hulpwerkwoorden gevolgd door infinitief
Er bestaat echter ook een groot aantal hulpwerkwoorden die een infinitief regeren, en die infinitief (onbepaalde wijs) kan een vorm zijn met of zonder te:
Ik kan niet langer zwijgen.
Ik kon niet langer zwijgen.
Je loopt daar maar wat te lanterfanten.
Je liep daar maar wat te lanterfanten.
Bij deze zinsparen staat steeds de eerste zin in de tegenwoordige tijd, de tweede in de verleden tijd. Dat zien we aan de vorm van het hulpwerkwoord; het hoofdwerkwoord blijft onveranderd.

## Voltooide tijd: vervangende infinitief
Zulke zinnen, die een hulpwerkwoord en een infinitief bevatten, kunnen echter niet alleen in tegenwoordige of verleden tijd worden gebruikt; ze kunnen ook nog in de voltooide tijd worden gezet.
Ik heb niet langer kunnen zwijgen.
Je hebt maar wat lopen (te) lanterfanten.
We hebben de elektrische installatie laten vervangen.
Ze zijn stiekem gaan pierewaaien, als je 't mij vraagt!
Hij heeft de controle handig weten te omzeilen.
Wat heb je nu weer zitten knoeien!
Hier is een hulpwerkwoord van tijd toegevoegd; dat was nodig, we wilden immers een voltooide tijd gebruiken. En in gewone gevallen komt er na zo'n hulpwerkwoord van tijd een voltooid deelwoord, maar nu niet. Het tweede hulpwerkwoord (kunnen, lopen enzovoort) heeft klaarblijkelijk de vorm van een onbepaalde wijs, terwijl we een deelwoord ("heb gekund", "ben gelopen") zouden verwachten.
Een deelwoord is hier niet mogelijk, er moet in plaats daarvan een infinitief worden gebruikt; die infinitief vervangt het deelwoord. Vandaar dat we van een vervangende infinitief spreken.

## Bijzondere gevallen

### te
Na die vervangende infinitief kan het woordje te soms vervallen, zoals bleek uit de twee zinnen hierboven, beide even correct:
Je hebt maar wat lopen lanterfanten.
Je hebt maar wat lopen te lanterfanten.
Dit is niet altijd mogelijk:
Hij heeft de controle handig weten te omzeilen.
Hij is na verloop van tijd beginnen te studeren.

### Wel of geen hulpwerkwoord?
Het tweede werkwoord moet een hulpwerkwoord zijn. Voor sommige werkwoorden geldt echter dat ze soms als hulpwerkwoord optreden, soms als zelfstandig werkwoord. Dan zijn twee zinsconstructies mogelijk, infinitief of voltooid deelwoord:
Ik heb hem nog proberen te weerhouden. (proberen is hulpwerkwoord)
Ik heb nog geprobeerd hem te weerhouden. (proberen is geen hulpwerkwoord)
De buurman was beginnen te dweilen, maar vergeefs. (beginnen is hulpwerkwoord)
De buurman was begonnen te dweilen, maar vergeefs. (beginnen is geen hulpwerkwoord)

### Hebbenofzijn?
Het eerste hulpwerkwoord, dat de voltooide tijd aangeeft, is in de regel bij sommige hoofdwerkwoorden hebben, bij andere zijn:
Ik heb gedurfd.
Ik ben gekomen.
In deze zinnen zijn heb en ben niet onderling verwisselbaar. Dat wordt anders in de constructie met een vervangende infinitief; beide zijn mogelijk in:
Ik ben niet durven komen.
Ik heb niet durven komen.
Maar dit kan slechts in een aantal gevallen:
- Het tweede hulpwerkwoord moet zijn: durven, hoeven, moeten, mogen, proberen, trachten of willen. Die krijgen alle in de voltooide tijd normaliter hebben.
- Het hoofdwerkwoord (in het voorbeeld: komen) moet een woord zijn dat normaliter juist zijn krijgt in de voltooide tijd.

### Vooropplaatsing
De vervangende infinitief is onmogelijk als het laatste werkwoord (het hoofdwerkwoord) vooraan de zin wordt geplaatst.
Ik heb niet durven protesteren.
Protesteren heb ik niet gedurfd.
Ze hadden nooit met mes en vork leren eten.
Met mes en vork eten hadden ze nooit geleerd.

## Andere benamingen
De vervangende infinitief wordt ook wel met een Latijnse term infinitivus pro participio genoemd (letterlijk: "infinitief in plaats van deelwoord") of met een Duits woord Ersatzinfinitiv (letterlijk: "vervangingsinfinitief").